# Tongren (Guizhou)

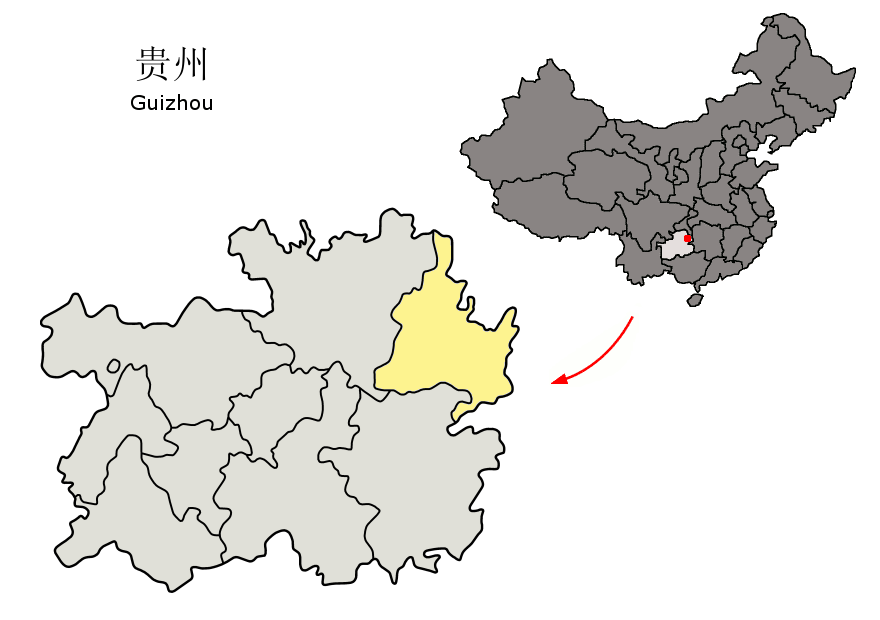
Lage der Stadt Tongren (gelb) in der Provinz Guizhou

Die bezirksfreie Stadt Tongren (铜仁市,  Tóngrén Shì) liegt im Nordosten der chinesischen Provinz Guizhou. Sie hat eine Fläche von 18.011 km² und 3.298.468 Einwohner (Stand: Zensus 2020).

## Administrative Gliederung
Auf Kreisebene setzt sich Tongren aus zwei Stadtbezirken, vier Kreisen und vier autonomen Kreisen zusammen. Diese sind:
- Stadtbezirk Bijiang (碧江区 Bìjiāng Qū);
- Stadtbezirk Wanshan (万山区 Wànshān Qū).
- Kreis Jiangkou (江口县 Jiāngkǒu Xiàn);
- Kreis Shiqian (石阡县 Shíqiān Xiàn);
- Kreis Sinan (思南县 Sīnán Xiàn);
- Kreis Dejiang (德江县 Déjiāng Xiàn);
- Autonomer Kreis Yuping der Dong (玉屏侗族自治县 Yùpíng Dòngzú Zìzhìxiàn);
- Autonomer Kreis Yinjiang der Tujia und Miao (印江土家族苗族自治县 Yìnjiāng Tǔjiāzú Miáozú Zìzhìxiàn);
- Autonomer Kreis Yanhe der Tujia (沿河土家族自治县 Yánhé Tǔjiāzú Zìzhìxiàn);
- Autonomer Kreis Songtao der Miao (松桃苗族自治县 Sōngtáo Miáozú Zìzhìxiàn).

## Verkehr
Am 26. Dezember 2018 wurde eine als Schnellfahrstrecke ausgebaute, 68 km lange Stichstrecke von der Schnellfahrstrecke Shanghai–Kunming nach Tongren eröffnet.